# Natalie Merchant

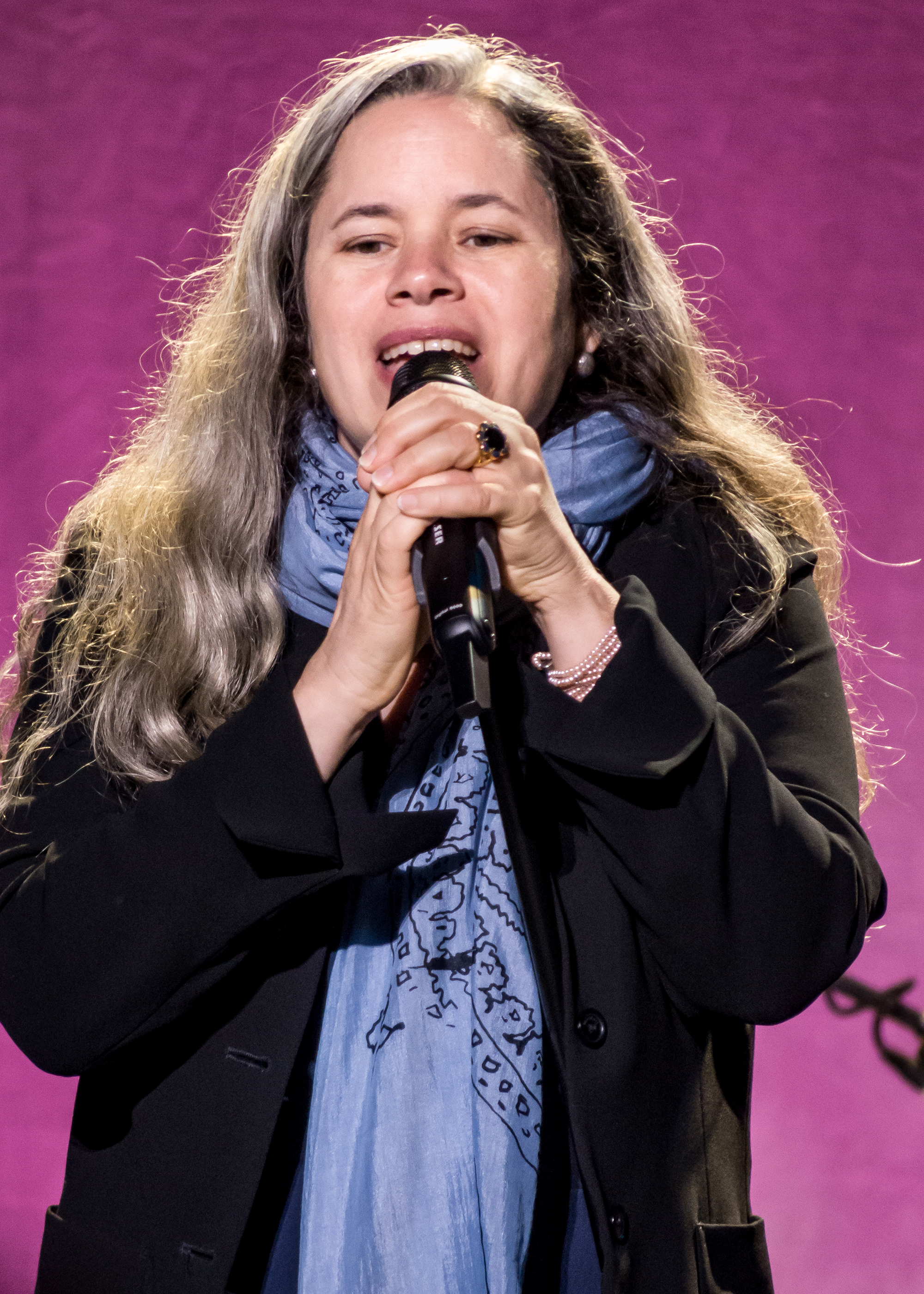
Natalie Merchant (2017)

Natalie Anne Merchant (* 26. Oktober 1963 in Jamestown, New York) ist eine amerikanische Singer-Songwriterin.

## Leben
1981 war Natalie Merchant Mitbegründerin der Folk-Rock-Band 10,000 Maniacs: Sie war deren Sängerin, textete viele ihrer Songs und spielte Piano. 1993 trennte sie sich von den 10,000 Maniacs. Merchant war verheiratet und hat eine Tochter (* 2003).
1995 erschien ihr erstes Soloalbum Tigerlily, eine Sammlung ruhiger, melancholischer Lieder. Als erste Single wurde Carnival ausgewählt. Weitere Singleauskopplungen waren die Lieder Wonder und Jealousy. Der Titel ihres zweiten Albums, Ophelia (1998), bezieht sich auf die tragische Figur aus Shakespeares Hamlet. An der Entstehung des Albums waren zahlreiche Gastmusiker beteiligt, unter anderem N’Dea Davenport (Gesang), Yungchen Lhamo (Gesang) und Daniel Lanois (Gitarre).
Der Konzertmitschnitt Live in Concert (1999) enthält neben Liedern aus ihren ersten beiden Alben Coverversionen von David Bowies Space Oddity und After the Gold Rush von Neil Young. Das im November 2001 erschienene Album Motherland ist den Opfern des 11. September 2001 gewidmet. Die Lieder auf Motherland haben jedoch keinen Bezug zu diesen Ereignissen, die Aufnahmen waren kurz zuvor bereits abgeschlossen.
The House Carpenter’s Daughter (2003) war ihr erstes Album auf ihrem eigenen Label Myth America Records. Auf dem Album interpretiert sie moderne und traditionelle Folksongs. Das im September 2005 erschienene Best-of-Album Retrospective 1995–2005 enthält sämtliche bis dahin als Singles ausgekoppelte Titel. Die limitierte Ausgabe Retrospective 1990–2005 enthält auf einer zweiten CD B-Seiten und Kooperationen mit anderen Künstlern, wie Billy Bragg und R.E.M.
Am 16. April 2010 erschien das Doppel-Album Leave Your Sleep bei Nonesuch Records. Das Album ist eine Zusammenstellung von Gedichten und Sagen aus verschiedenen Jahrhunderten, an deren Entstehung über 100 Musiker in den sechs Jahren zuvor mitgewirkt haben. Im gleichen Jahr gab Natalie Merchant zum ersten Mal seit Jahren wieder Konzerte in Europa und stellte in Schottland ihr neues Album vor.
2014 folgte mit dem Album Natalie Merchant das erste Album mit eigenen, neuen Songs seit Motherland. 2016 erschien Paradise Is There: The New Tigerlily Recordings, auf dem die Künstlerin die Songs ihres Solo-Debüts Tigerlily von 1995 zum Teil akustisch, zum Teil mit Streicherarrangements instrumentiert, neu interpretierte. 2017 folgte das Album Butterfly, das vier neue Songs enthält sowie sechs bereits bekannte Lieder, die mit einem Streichquartett neu aufgenommen wurden. Das Album wurde nur als Teil des 10-CD-Boxsets The Natalie Merchant Collection verkauft. Im Frühjahr 2023 veröffentlichte Merchant ihr neuntes Album Keep Your Courage, dessen Produktion sie mit 300.000 Dollar selbst finanzierte.

## Diskografie

### Studioalben
| Jahr | Titel                                           | Höchstplatzierung, Gesamtwochen, AuszeichnungChartplatzierungen (Jahr, Titel, Platzierungen, Wochen, Auszeichnungen, Anmerkungen) | Höchstplatzierung, Gesamtwochen, AuszeichnungChartplatzierungen (Jahr, Titel, Platzierungen, Wochen, Auszeichnungen, Anmerkungen) | Höchstplatzierung, Gesamtwochen, AuszeichnungChartplatzierungen (Jahr, Titel, Platzierungen, Wochen, Auszeichnungen, Anmerkungen) | Höchstplatzierung, Gesamtwochen, AuszeichnungChartplatzierungen (Jahr, Titel, Platzierungen, Wochen, Auszeichnungen, Anmerkungen) | Anmerkungen                              |
| Jahr | Titel                                           | DE | CH | UK | US | Anmerkungen                              |
| ---- | ----------------------------------------------- | --- | --- | --- | --- | ---------------------------------------- |
| 1995 | Tigerlily                                       | — | — | UK39 Silber · (4 Wo.)UK | US13 ×5Fünffachplatin · (92 Wo.)US                                                                                                | Erstveröffentlichung: 20. Juni 1995      |
| 1998 | Ophelia                                         | — | — | UK52 (2 Wo.)UK | US8 Platin · (51 Wo.)US | Erstveröffentlichung: 19. Mai 1998       |
| 2001 | Motherland                                      | — | — | — | US30 Gold · (11 Wo.)US | Erstveröffentlichung: 13. November 2001  |
| 2003 | The House Carpenter’s Daughter                  | — | — | — | — | Erstveröffentlichung: 16. September 2003 |
| 2010 | Leave Your Sleep                                | DE37 (2 Wo.)DE | — | UK46 (2 Wo.)UK | US17 (5 Wo.)US | Erstveröffentlichung: 9. April 2010      |
| 2014 | Natalie Merchant                                | DE72 (3 Wo.)DE | — | UK34 (3 Wo.)UK | US20 (1 Wo.)US | Erstveröffentlichung: 6. Mai 2014        |
| 2015 | Paradise Is There: The New Tigerlily Recordings | — | — | — | US96 (1 Wo.)US | Erstveröffentlichung: 6. November 2015   |
| 2017 | Butterfly                                       | — | — | — | — | Erstveröffentlichung: 14. Juli 2017      |
| 2023 | Keep Your Courage                               | DE32 (1 Wo.)DE | CH45 (1 Wo.)CH | UK58 (1 Wo.)UK | — | Erstveröffentlichung: 14. April 2023     |

### Livealben und EPs
| Jahr | Titel           | Höchstplatzierung, Gesamtwochen, AuszeichnungChartplatzierungen (Jahr, Titel, Platzierungen, Wochen, Auszeichnungen, Anmerkungen) | Höchstplatzierung, Gesamtwochen, AuszeichnungChartplatzierungen (Jahr, Titel, Platzierungen, Wochen, Auszeichnungen, Anmerkungen) | Höchstplatzierung, Gesamtwochen, AuszeichnungChartplatzierungen (Jahr, Titel, Platzierungen, Wochen, Auszeichnungen, Anmerkungen) | Anmerkungen                            |
| Jahr | Titel           | DE | UK | US | Anmerkungen                            |
| ---- | --------------- | --- | --- | --- | -------------------------------------- |
| 1999 | Live in Concert | — | — | US82 (7 Wo.)US | Erstveröffentlichung: 9. November 1999 |
| 2010 | iTunes Sessions | — | — | US103 (1 Wo.)US | Erstveröffentlichung: 27. Juli 2010    |

Weitere Livealben und EPs
- 2005: Retrospective: 1995–2005
- 2005: Retrospective: 1990–2005 (Limited Edition)
- 2020: In Isolation (Live)

### Singles
| Jahr | Titel Album                        | Höchstplatzierung, Gesamtwochen, AuszeichnungChartplatzierungen (Jahr, Titel, Album, Platzierungen, Wochen, Auszeichnungen, Anmerkungen) | Höchstplatzierung, Gesamtwochen, AuszeichnungChartplatzierungen (Jahr, Titel, Album, Platzierungen, Wochen, Auszeichnungen, Anmerkungen) | Höchstplatzierung, Gesamtwochen, AuszeichnungChartplatzierungen (Jahr, Titel, Album, Platzierungen, Wochen, Auszeichnungen, Anmerkungen) | Anmerkungen                         |
| Jahr | Titel Album                        | DE | UK | US | Anmerkungen                         |
| ---- | ---------------------------------- | --- | --- | --- | ----------------------------------- |
| 1995 | Carnival Tigerlily                 | — | — | US10 (31 Wo.)US | Erstveröffentlichung: Juni 1995     |
| 1995 | Wonder Tigerlily                   | — | UK84 (1 Wo.)UK | US20 (38 Wo.)US | Erstveröffentlichung: Dezember 1995 |
| 1996 | Jealousy Tigerlily                 | — | — | US23 (20 Wo.)US | Erstveröffentlichung: Juni 1996     |
| 1998 | Kind & Generous Ophelia            | — | — | — |                                     |
| 1998 | Break Your Heart Ophelia           | — | UK91 (1 Wo.)UK | — |                                     |
| 1999 | Life Is Sweet Ophelia              | — | — | — |                                     |
| 2001 | Just Can’t Last Motherland         | — | — | — |                                     |
| 2010 | Topsyturvey-World Leave Your Sleep | — | — | — |                                     |
| 2014 | Ladybird Natalie Merchant          | — | — | — |                                     |

## Auszeichnungen für Musikverkäufe
| Goldene Schallplatte - Australien - 1998: für das Album Tigerlily - Kanada - 1996: für das Album Tigerlily - 1999: für das Album Ophelia |

Anmerkung: Auszeichnungen in Ländern aus den Charttabellen bzw. Chartboxen sind in ebendiesen zu finden.
| Land/RegionAuszeichnungen für Musikverkäufe (Land/Region, Auszeichnungen, Verkäufe, Quellen) | Silber  | Gold     | Platin     | Verkäufe  | Quellen         |
| -------------------------------------------------------------------------------------------- | ------- | -------- | ---------- | --------- | --------------- |
| Australien (ARIA)                                                                            | —       | Gold1    | —          | 35.000    | aria.com.au     |
| Kanada (MC)                                                                                  | —       | 2× Gold2 | —          | 100.000   | musiccanada.com |
| Vereinigte Staaten (RIAA)                                                                    | —       | Gold1    | 6× Platin6 | 6.500.000 | riaa.com        |
| Vereinigtes Königreich (BPI)                                                                 | Silber1 | —        | —          | 60.000    | bpi.co.uk       |
| Insgesamt                                                                                    | Silber1 | 4× Gold4 | 6× Platin6 |           |                 |